# Vlasti
Vlasti (griechisch Βλάστη (f. sg.)) ist ein Dorf und ein Gemeindebezirk der Gemeinde Eordea in der griechischen Region Westmakedonien. Das Dorf wurde unter dem Namen Vlatsi 1918 als Landgemeinde anerkannt und wechselte zweimal den Namen: Von 1927 bis 1928 hieß der Ort Polyneri (Πολυνέρι), danach erhielt er den heutigen Namen Vlasti. 2010 wurde Vlasti zusammen mit vier weiteren Gemeinden zur Gemeinde Eordea vereint.

## Geschichte
Die Besiedelung des Ortes ist bis in die byzantinische Zeit belegt, nach der Vertreibung der Ursprungsbevölkerung erfolgte eine Niederlassung von Türken im 15. Jahrhundert. Ab dem 18. Jahrhundert siedelten sich wieder Christen an, zumeist Walachen. Der Ort erlangte eine große Bedeutung in der Herstellung von Käse und von Textilien. Die wirtschaftlichen Folgen des Zweiten Weltkrieges und des folgenden Bürgerkrieges führten zu einer Abwanderung der Bevölkerung in die Großstädte. Im Sommer und besonders in der Ferienzeit wird der Ort saisonal bewohnt, viele frühere Bewohner wohnen in den Häusern und nehmen dann teilweise große Anfahrtswege zur Arbeit in Kauf.

## Kultur
Bekannt ist der Ort in Griechenland für das Umweltfest „Fest der Erde“ (Γιορτές της Γης) und ein Musikfestival zu Ehren des Förderers klassischer Musik Nikolaus Dumba, dessen Familie aus dem Ort stammte.
In Vlasti wird der Feiertag Entschlafung der Jungfrau Maria am 15. August mit „Tranos Choros“ (großer Tanz) gefeiert. Dazu bilden die Teilnehmer einen großen, offenen Kreis, halten sich an den Händen und singen und tanzen in einem langsamen Rhythmus. Diese Tradition wurde 2022 in die UNESCO-Liste des immateriellen Kulturerbes der Menschheit aufgenommen.

## Persönlichkeiten
- Ioannis Pharmakis (1772–1821), griechischer Partisanenführer und Mitglied der Filiki Eteria